# Culture des Vases à Bouche carrée
Subdivisions
3 phases
- style géométrico-linéaire
- style à méandres et spirales
- style à incisions et impressions

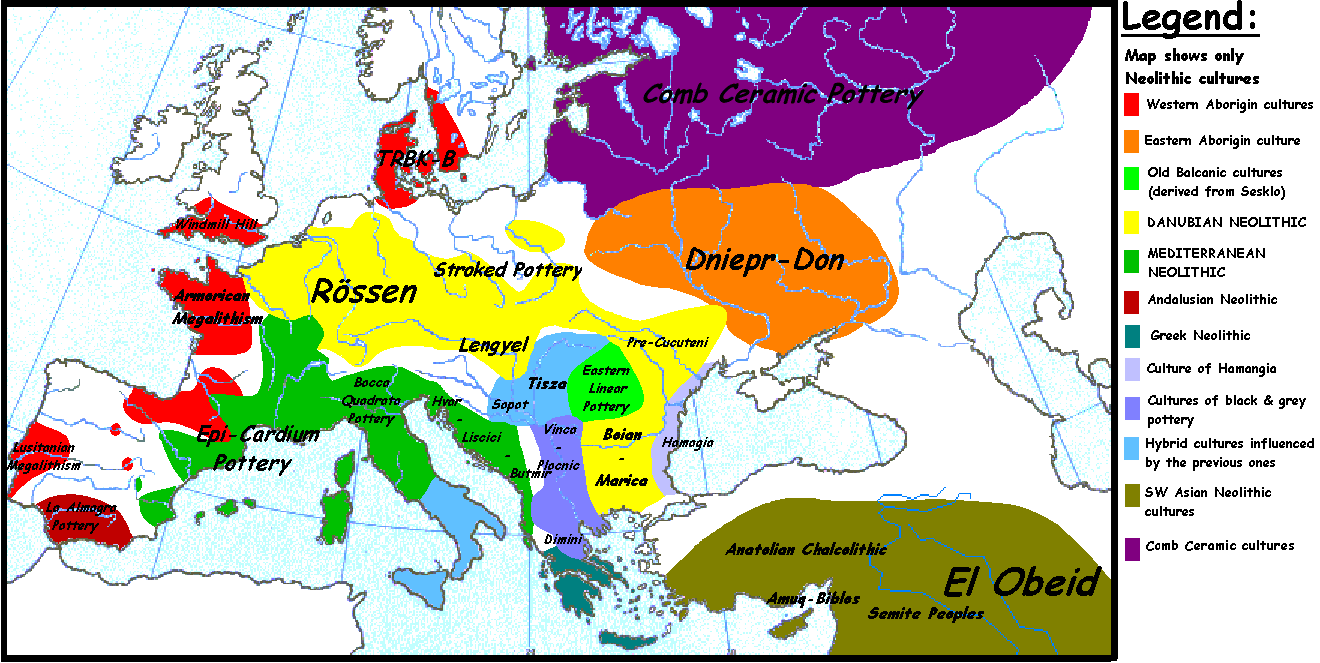
Culture des Vases à Bouche carrée : en vert

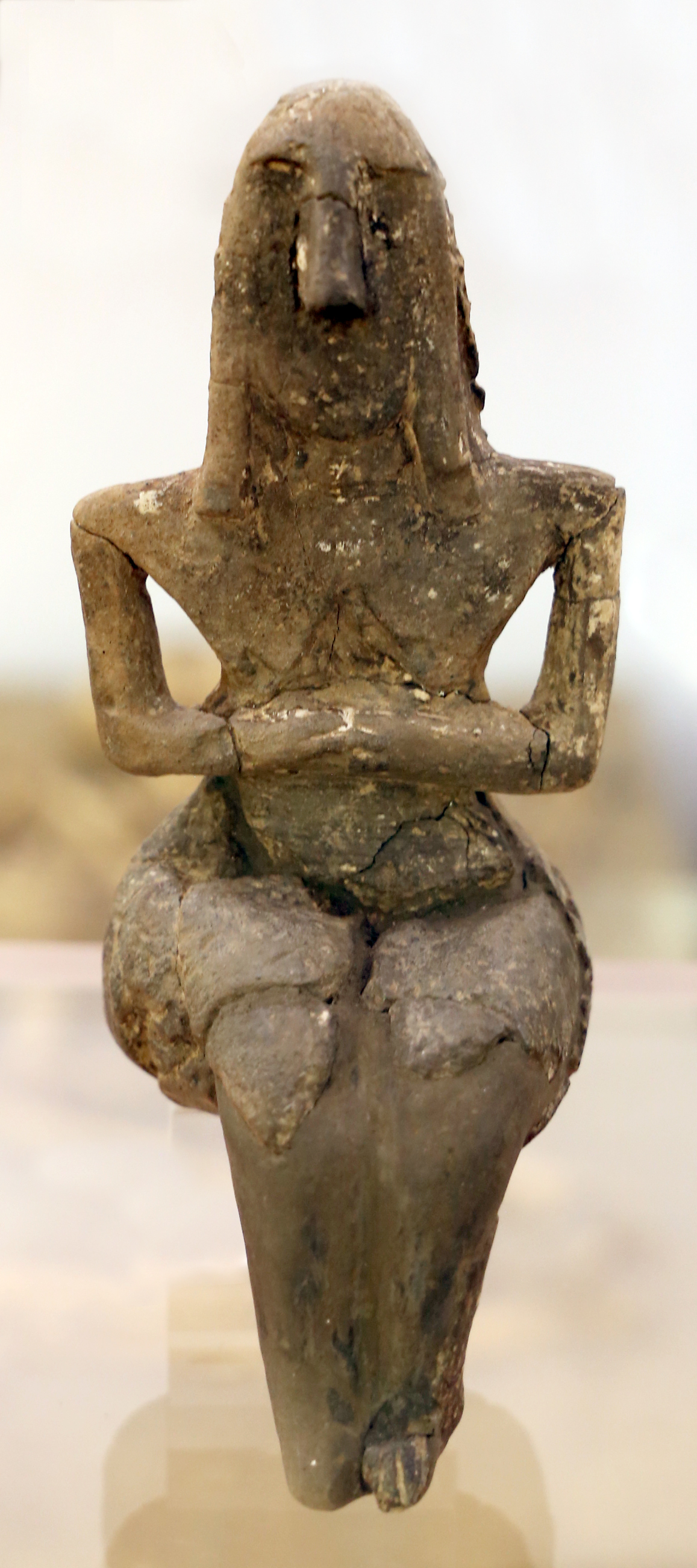
Statue de femme assise, Vicofertile (Musée archéologique national de Parme)

La culture des Vases à Bouche carrée a été caractérisée en 1946 par Luigi Bernabò Brea à partir du mobilier archéologique du site des Arene Candide en Ligurie,.
Elle correspond aux phases médianes du Néolithique du nord de l'Italie. Elle se développe d'abord en Ligurie et dans l'ouest de l'Émilie avant de s'étendre à la majeure partie de l'Italie du Nord.

## Chronologie et répartition géographique

### Chronologie
On dispose de très nombreuses datations radiocarbones pour situer cette culture. Elle apparaît autour de 5100 av. J.-C. et ses derniers aspects sont présents jusque vers 3800 av. J.-C.
Lawrence Barfield a identifié trois phases distinctes, perceptibles dans la forme et les décors de la poterie :
- une phase archaïque, qui est désignée sous les noms de phase de Finale-Quinzano, style géométrico-linéaire, ou encore phase I. Elle se développe entre 5100 et 4100 av. J.-C.
- une phase médiane, qui apparaît sous les noms de phase de Rivoli-Chiozza, de style à méandres et spirales ou encore de phase II. Elle apparaît vers 4700 av. J.-C. et est encore attestée vers 3800 av. J.-C.
- une phase récente, désignée sous les noms de phase de Rivoli-Castelnuovo, de style à incisions et impressions, ou encore de phase III. Elle est documentée à partir de 4400/4300 av. J.-C. et se prolonge jusque vers 3800 av. J.-C.

Ces phases sont donc au moins en partie contemporaines. Il existe toutefois des différences importantes dans leur répartition géographique.

### Répartition géographique
La culture des Vases à Bouche carrée est présente dans la majeure partie de l'Italie du Nord et ponctuellement au-delà.
- La céramique de style géométrico-linéaire qui caractérise la première phase est attestée en Ligurie, dans le Piémont, en Lombardie, dans le Trentin-Haut-Adige, en Vénétie occidentale et en Émilie.
- Le style à méandres et spirales de la seconde phase apparaît dans les mêmes régions, mais son extension vers les régions orientales est limitée à l'est de la Lombardie et à la province de Vérone. Il apparaît par contre en Romagne.
- À, l'origine, on pensait que la dernière phase, avec le style à incisions et impressions, était limitée à l'est de la Lombardie, au Trentin-Haut-Adige, à la Vénétie et au Frioul. On la retrouve en fait dans la majeure partie de l'Italie du Nord, jusque dans l'est de la France, notamment au Chenet des Pierres à Bozel en Savoie[5].

La céramique des Vases à Bouche carrée est attestée ponctuellement au-delà de ces régions, par exemple sur l'île de Lipari et en Sardaigne.

## Mode de vie
Durant la culture des Vases à Bouche carrée, l'agriculture est pleinement développée. Les principales espèces cultivées sont l'orge, le blé et les légumineuses. Des espèces sauvages sont néanmoins également exploitées, par exemple les noisetiers, les cornouillers, la vigne et les châtaignes d'eau.
Il existe des différences régionales assez importantes dans les espèces cultivées qui s'expliquent sans doute par les différents environnements dans lesquels se développent les villages.
Les principales espèces animales domestiquées sont les bovidés, les moutons, les chèvres et les porcs. La fréquence de ces différentes espèces diffère selon les sites. La chasse, notamment du cerf et du chevreuil, est encore assez bien attestée. Le lait des bovins, des chèvres et des moutons est déjà exploité.
Outre ces activités de subsistance, des activités artisanales sont bien développées, par exemple la production textile dont témoignent des fusaïoles et des pesons. La réalisation de l'outillage en roche taillée et en roche polie implique également en partie des activités artisanales spécialisées. Ces biens sont parfois échangés sur de longues distances. D'autres éléments, comme les coquillages marins, témoignent également d'échanges assez lointains.

## Occupation du territoire et habitat
Différents milieux écologiques sont occupés. Les zones de piémont et la montagne sont de plus en plus fréquentées au cours du temps, sans doute en raison de l'accroissement de la population et en raison du développement du pastoralisme.
Des grottes et des abris sous roche sont occupés au moins de manière temporaire, mais la population vit avant tout dans des villages. Certains sont très vastes, comme La Razza di Campegine en Émilie-Romagne. Ce dernier, à l'image de plusieurs d'entre eux, est entouré d'une palissade.
Au sein de ces villages, on trouve différentes structures, notamment des habitations et des structures de stockage. Des fours pour la production de la céramique sont également connus. L'architecture est essentiellement réalisée à base de bois. Dans certains sites en zones humides sont même connus des pavements en bois.

## Productions matérielles

### Céramique
Comme son nom l'indique, la culture des Vases à Bouche carrée est définie d'abord par la présence de vases dont l'embouchure affecte la forme d'un carré. Le fond des vases est plat. Les vases ont des parois d'épaisseur très variable. Parmi les poteries produites durant cette culture, sont présents dans plusieurs sites des exemplaires en argile figuline, c'est-à-dire épurée, qui témoignent d'un investissement technique important. Une telle céramique apparaît dans les différentes phases.
Les formes et les décors sont relativement variés et permettent de différencier les trois phases reconnues par L. H. Barfield.
- style géométrico-linéaire : les gobelets ont des longs cols et des embouchures carrées, les anses sont en forme de ruban. Les motifs décoratifs sont réalisés sur le bord, sur la panse, sur l'anse et sur les pieds des vases. Ces décors sont constitués de lignes, de réticules, de triangles, de losanges, d'impressions en taches. Ils sont surtout réalisés par des gravures sur la paroi[3].
- style à méandres et spirales : les types les plus fréquents sont les écuelles ouvertes à embouchure carrées, les plats à bord plat, les gobelets et les grands vases. Les anses sont toujours en forme de ruban verticaux sur la panse des vases, parfois elles sont tubulaires. Les décors, disposés sur le bord, la panse et le pied des poteries, sont constitués de motifs serpentiformes, de méandres, de spirales, de festons, et d'impressions en taches simples et en trainées. Comme dans la phase précédente, ils sont essentiellement réalisés par gravure sur les parois des vases, mais les techniques de l'excision et de l'incision se développent[3]. À partir de cette phase sont visibles des influences des cultures dalmates de Danilo et de Hvar dans les décors des poteries[4].
- style à incisions et impressions : on retrouve dans ce style des écuelles ouvertes à embouchure carrée, des vases à embouchure carrée à 4 becs, des bols profonds, des vases à profil sinueux, des vases à col court, des petites marmites à col court, des grands vases à profil ovoïde, des vases tronconiques, des vases de dimensions petites et moyennes. Les anses sont en forme de ruban vertical, comme dans les styles précédents, mais on retrouve aussi des anses tubulaires, et parfois en forme de bobines. Les décors sont réalisés par gravure et excision, mais aussi par incisions et impressions, d'où le nom de ce style. On observe parfois des incrustations de pâtes blanches dans les zones gravées, excisées ou incisées, ce qui donne une certaine polychromie aux vases. Dans certains cas, des décors constitués d'applications d'argile sur les pots sont documentés[3].

### Outillage en pierre taillée

#### Les matières premières et leur circulation
Durant la culture des Vases à Bouche carrée plusieurs matières premières sont exploitées assez intensément, notamment le silex des gisements des Monts Lessins (it),,. Ce dernier est distribué au moins jusqu'à la Ligurie. Cette matière circulait au moins en partie sous la forme de blocs dont la qualité avait été testée préalablement et sous la forme de prénucléus.
Outre ce silex, on trouve également dans certains sites, notamment dans les régions les plus occidentales, du silex issu des gisements bédouliens du Vaucluse. Une telle matière première est attestée par exemple dans des tombes dans l'ouest de l'Émilie.
L'obsidienne issue des gisements du Monte Arci en Sardaigne, de Palmarola et de Lipari demeure très rare,, mais est distribuée jusque dans les Alpes. Ainsi, à La Vela dans la région de Trente a été découvert un élément en obsidienne de Lipari. D'autres matières premières sont attestées de manière exceptionnelle, comme le cristal de roche.
Certains sites ont visiblement eu un rôle particulier dans ces échanges. Ainsi à Gaione, en Émilie ont été découverts dans le même site des éléments en silex des Monts Lessins, en quartz, en stéatite, en jadéite et en obsidienne provenant des trois gisements évoqués plus haut. Le site de la Rocca de Rivoli dans la région de Vérone a également sans doute eu un rôle important dans l'exploitation et la distribution du silex des Monts Lessins.
Il est certain que la circulation de ces matières premières a favorisé la circulation des idées sur l'ensemble de l'Italie du nord.

#### Techniques de débitage et types de supports
Les lames semblent plus fréquentes dans les premières phases de cette culture. Elles sont réalisées par percussion indirecte, et peut-être par pression pour certains éléments.
Les éclats sont les supports privilégiés pour la réalisation des outils.

#### Les types d'outils
Les types d'outils varient selon les sites et les activités auxquelles ils sont dévolus. Certains sont toutefois assez généralisés. On trouve ainsi de longs grattoirs, des perçoirs, des troncatures, des rhombes, des éléments de faucille et des lames retouchées.
Il existe des variations selon les phases considérées.
- style géométrico-linéaire ; les foliacées sont abondantes. Il s'agit de pointes avec un pédoncule ou alors à base droite. Dans cette phase, est encore attesté le procédé du microburin[14] qui permet de fractionner les lames. La présence de cette dernière pourrait suggérer des traditions issues du Néolithique ancien, et avant cela du Mésolithique.
- style à méandres et spirales ; les foliacées à base droite, vraisemblablement employées comme pointes de flèche, sont moins nombreuses. Des pointes bifaciales en forme d'amande et en forme d'ogive apparaissent.
- style à incisions et impressions ; durant cette phase, se développent les grattoirs à front convexe. Les foliacées sont de dimensions plus allongées.

### Outillage en os et bois de cervidé
L'outillage en os et en bois de cervidé est dominé par les sagaies à pédoncule, les pointes et les poinçons. On note également la présence de grandes spatules en bois de cerf et de petites spatules triangulaires. Des éléments de parure sont également réalisés dans les mêmes matériaux.

### Outillage en pierre polie
Dans les marges géographiques de la culture des Vases à Bouche carrée, les gisements de jadéitite du Mont Viso et d'éclogite du Mont Beigua (it) sont exploités de manière importante durant cette période. La roche extraite est employée pour la réalisation de haches polies, dont certaines de grandes dimensions qui sont distribuées sur toute l'Europe de l'Ouest jusqu'au nord de l'Écosse. Des haches de dimensions plus limitées dans les mêmes matériaux ont été réalisées dans plusieurs sites de la culture des Vases à Bouche carrée.

### Métallurgie
Des objets en cuivre ont été découverts dans plusieurs sites. Il s'agit pour l'essentiel de poinçons et d'alênes. Ainsi, à Bannia-Palazine di Sopra dans la région de Pordenone (Frioul-Vénétie Julienne), une pointe de métal a été retrouvée dans une structure datée entre 4490 et 3390 av. J.-C. Plusieurs haches dans le même matériau sont supposés provenir des mêmes contextes,, bien que certains chercheurs remettent en doute leur attribution à cette période. Ces haches ne seraient pas antérieure à la seconde phase, c'est-à-dire le style à méandre et spirales.
Les éléments attestant de la réalisation de ces objets sur place sont rares. Toutefois, à Neto Via Verga près de Sesto Fiorentino en Toscane, la présence d'un creuset et d'une petite lame en cuivre montre la pratique de la métallurgie sur place.

### Figurines, tampons et éléments de parure
Durant toute la culture des Vases à Bouche carrée sont attestés des figurines féminines et des tampons, appelés aussi pintaderas. Durant les deux premières phases, la tête de ces figurines est de forme cylindrique et leur torse est en forme de cintre. Durant la seconde phase, apparaissent des tampons en forme de rouleau. La dernière phase voit le développement de figurines avec les cheveux sur les épaules et les bras repliés sur la poitrine. Les tampons sont alors rectangulaire ou en rouleaux. Ces éléments, notamment les figurines, montrent des similarités fortes avec des exemplaires contemporains des Balkans.
Les éléments de parure, c'est-à-dire les colliers et les bracelets, ont essentiellement été découverts dans des sépultures.
Certains pendentifs et des éléments de colliers ou de bracelets ont été réalisés à partir de dents humaines et animales perforées et à partir de coquillage marin, dont des spondyles. Des éléments en stéatite sont également documentés. On connaît en outre de rares anneaux réalisés dans des roches dures,.

## Pratiques funéraires et rituelles
Les pratiques funéraires et rituelles sont bien documentées. De vastes cimetières ont été découverts, notamment en Émilie-Romagne. Des nécropoles en grotte sont également connues, par exemple aux Arene Candide en Ligurie où une trentaine de tombes ont été exhumées.
Les sépultures sont généralement liées à l'habitat, bien que dans certains cas, comme à Le Mose en Émilie-Romagne, elles en soient clairement séparées,.
Dans les cimetières de plein air, les tombes sont la plupart du temps des fosses creusées en pleine terre dans lesquelles sont placées un seul individu.
Dans certains cas, de l'ocre est déposé à l'intérieur. La présence d'objets dans les sépultures est fréquente sans être systématique. En Émilie-Romagne, plus les tombes sont récentes, plus le mobilier est abondant. Il s'agit de vases, de haches polies dont certaines brûlées, de lames de silex, d'outils en os. On trouve également des éléments d'origine lointaine ou inspirés d'éléments exogènes. Ainsi, des vases de type Serra d'Alto et des herminettes de type haches en forme de bottier (de) d'Europe centrale sont attestés dans plusieurs sites,,.

## Sites principaux
- Arene Candide (Ligurie)[1],[2]
- Chiozza di Scandiano (Émilie-Romagne)[37]
- Fimon - Molino Casarotto (Vénétie)[38]
- Isera La Toretta (Trentin)
- Isolino di Varese (Lombardie)[39]
- La Razza di Campegine (Émilie-Romagne)[8]
- La Vela (Trentin)[40],[35]
- Neto Via Verga (Toscane)[28]
- Gaione (Émilie-Romagne)
- Palù di Livenza (Frioul-Vénétie Julienne)
- Ponte Ghiara (Émilie-Romagne)[14]
- Razza di Campegine (Émilie-Romagne)[41]
- Rocher du Château (Savoie), site connu pour ses peintures rupestres